# Джаны-Шаар
Джаны-Шаар (кирг. Жаңы-Шаар) — село в Ала-Букинском районе Джалал-Абадской области Кыргызстана. Входит в состав Первомайского айылного аймака.

## География
Село расположено в юго-западной части области, вблизи государственной границы  с Узбекистаном, на расстоянии приблизительно 26 километров (по прямой) к юго-юго-западу от села Ала-Бука, административного центра района. Абсолютная высота — 831 метр над уровнем моря.

## Население
Согласно оценочным данным Национального статистического комитета Кыргызской Республики, численность населения села на начало 2023 года составляла 1927 человек.
| год     | 2009 | 2014 | 2015 | 2020 | 2021 | 2023 |
| ------- | ---- | ---- | ---- | ---- | ---- | ---- |
| человек | 2310 | 2338 | 1901 | 2128 | 2182 | 1927 |